# 查理士·邓宁
查理士·鄧寧（Charles Durning，1923年2月28日—2012年12月24日），美國老牌演員，憑《飄香院》（The Best Little Whorehouse in Texas，1983年）及《扮嘢奇兵》两度获提名奥斯卡最佳男配角奖。2008年獲演員公會頒發終身成就獎。此前，鄧寧曾於第二次世界大戰參軍，並穫得勳章。